# 大薛街道
大薛街道，是中华人民共和国辽宁省锦州市太和区下辖的一个乡镇级行政单位。

## 行政区划
大薛街道下辖以下地区：
钢花社区、岩石社区、五三社区、大薛村、三屯村、大屯村、流水村、葛王村、李相村、水泉村、校卫村、十五里村、英屯村、石鸡村和二屯村。